# اچ‌ام‌اس ئی۴۲
اچ‌ام‌اس ئی۴۲ (به انگلیسی: HMS E42) یک زیردریایی بود که طول آن ۱۸۱ فوت (۵۵ متر) بود. این زیردریایی در سال ۱۹۱۵ ساخته شد.